# Mesa (software)
Mesa, ook Mesa3D en The Mesa 3D Graphics Library, is een opensource-software-implementatie van OpenGL, Vulkan en andere grafische API-specificaties. Mesa vertaalt deze specificaties naar fabrikantspecifieke hardwaredrivers voor grafische kaarten.
De belangrijkste gebruikers zijn twee grafische drivers voornamelijk ontwikkeld en gesponsord door Intel en AMD voor hun respectievelijke hardware (AMD promoot hun Mesa-drivers Radeon en RadeonSI in plaats van het uitgefaseerde AMD Catalyst en Intel heeft altijd enkel de Mesa-driver ondersteund). Propriëtaire grafische drivers (zoals de driver voor Nvidia GeForce en Catalyst) vervangen alle onderdelen van Mesa: ze bieden hun eigen implementatie van een grafische API. Daarnaast zet de opensourcegemeenschap in op de Nouveau-driver, dat een poging is om een Mesa-driver voor Nvidia-hardware te schrijven.
Naast 3D-applicaties zoals games gebruiken ook moderne display servers (X.Org's Glamor of Wayland's Weston) OpenGL/EGL; daarom gaat de grafische weergave meestal via Mesa. 
Mesa wordt gehost door freedesktop.org en werd in augustus 1993 begonnen door Brian Paul, die nog steeds actief is in het project. Mesa werd vervolgens breed aangenomen en bevat inmiddels ontelbare bijdragen van verschillende individu's en bedrijven wereldwijd, waaronder de fabrikanten van videokaarten van de Khronos Group die de OpenGL-specificatie beheren. Voor Linux is de ontwikkeling ook deels bewerkstelligd via crowdfunding.